# Aktion Brandt
Il termine Aktion Brandt riassume le soppressioni di pazienti nei sanatori e nelle case di cura avvenute dal 1942 in poi nella Germania nazista. In alcuni istituti i ricoverati venivano uccisi per il sovraffollamento o morivano per l'incuria e l'abbandono, in altri casi venivano trasferiti e assassinati su larga scala. Questa pratica pose le basi per l'Aktion T4 e prese il nome da Karl Brandt, medico accompagnatore di Hitler e rappresentante autorizzato del sistema medico e sanitario nazista.

## Terminologia
L'espressione "Aktion Brandt" si deve allo storico Götz Aly: nel 1985 ipotizzò che Karl Brandt avesse inviato a Paul Nitsche l'ordine di uccidere i pazienti nel luglio 1943. Le pubblicazioni precedenti non davano per scontato che la soppressione dei malati fosse controllata in modo centralizzato e la definivano "eutanasia selvaggia". Dopo il 1985 diversi studi hanno dimostrato che questi omicidi dopo la fine dell'Aktion T4 non possono essere attribuiti esclusivamente alle direttive delle autorità centrali, sottolineando l'importanza delle iniziative portate avanti a livello regionale. Lo storico Winfried Süß usa il termine "eutanasia regionalizzata".

## Storia e organizzazione
Il programma Aktion T4, nell'ambito della quale venivano assassinati malati e disabili mentali fin dall'inizio del 1940, fu interrotto da Hitler con il decreto del 24 agosto 1941. Fino a quel momento 70.273 persone erano già state uccise con il gas nei sei centri di sterminio. Sebbene quella che fu eufemisticamente chiamata "eutanasia" sia continuata in varie forme, la cosiddetta "eutanasia degli adulti" non avvenne più con la gasazione negli appositi centri, ma fu effettuata in modo decentrato nei singoli sanatori e case di cura sovradosando i farmaci o facendo morire sistematicamente di fame i pazienti. Altri esempi di programmi di eliminazione continuativi furono l'Aktion 14f13 per i prigionieri dei campi di concentramento che non erano in grado di lavorare o l'eutanasia infantile condotta fino alla fine della guerra in speciali "reparti pediatrici" allestiti per lo scopo, che fece vittime prima tra i bambini con handicap fisici o mentali minori di tre anni, poi anche quelli più grandi e gli adolescenti.
Il 24 agosto 1941 Hitler fermò l'eutanasia degli adulti preesistente e ordinò la realizzazione di nuovi edifici per sopperire agli ospedali danneggiati dai bombardamenti aerei. L'Organizzazione Todt fu incaricata di costruire le strutture ospedaliere collegate ai sanatori e alle case di cura. Il 29 ottobre 1941 Herbert Linden fu nominato "commissario del Reich per i sanatori e le case di cura". In precedenza era stato direttore e consulente del Dipartimento IV sanità del Ministero degli interni del Reich, dove aveva svolto il ruolo di coordinatore della "Cancelleria del Führer" che stava mettendo a punto il programma di "eutanasia".
Karl Brandt coordinò fin dall'inizio l'assistenza medica per le zone a rischio di guerra aerea, di concerto con l'amministrazione sanitaria statale del Reich, anche se formalmente l'autorizzazione fu rilasciata solo il 28 giugno 1942 con il "Decreto del Führer sul servizio medico e sanitario": da questo momento poté svolgere compiti speciali e gestire il fabbisogno di personale medico, strutture ospedaliere e medicinali, bilanciandoli tra i settori militari e civili dell'intero sistema sanitario. In questa funzione era direttamente subordinato a Hitler. Contemporaneamente, il Segretario di Stato del Ministero degli interni del Reich e "capo della sanità del Reich" Leonardo Conti fu nominato responsabile di tutte le misure da adottare nel settore della sanità civile. La preparazione inadeguata del sistema sanitario nazionalsocialista rispetto alla guerra portò alla carenza di posti letto a causa dell'elevato numero di soldati feriti in battaglia. Inoltre, i bombardamenti alleati distruggevano un numero sempre maggiore di infrastrutture mediche, soprattutto nelle grandi città. Per questo motivo si rese necessario creare nuovi posti letto in ospedali alternativi e militari, in centri medici e di cura, cioè nelle strutture meno esposte ai bombardamenti, e trasferirvi gran parte dei degenti.
Il 5 agosto 1942, Linden richiese alle autorità responsabili una dichiarazione sulle seguenti questioni tramite una lettera esplicita:
1) wieviele Geisteskranke in den Anstalten (einschl. charitative und private) des dortigen Bezirks bei bestmöglicher Ausnutzung der vorhandenen Bettenzahl noch untergebracht werden können,

2) wieviele Geisteskranke darüber hinaus in Katastrophenfällen durch Herrichtung von Notlagern in

a) heizbaren Gängen, Gemeinschaftsräumen usw.

b) in Kapellen von Anstalten

noch zusätzlich aufgenommen werden können. (…)

3) (nur für luftgefährdete Gebiete): welche Heil- und Pflegeanstalten im eingetretenen besonderen Katastrophenfall zu räumen sind um als Hilfskrankenhaus Verwendung zu finden. Hierzu bitte ich mir tunlichst solche Anstalten zu benennen, die als nicht besonders luftgefährdet anzusehen sind.

Beim Eintreten eines Katastrophenfalles würde ich für sofortige Räumung dieser Anstalten sorgen, so daß innerhalb kürzester Frist die Überstellung der obdachlos gewordenen Kranken aus den zu räumenden Krankenhäusern in die zu schaffende Ausweichanstalt erfolgen kann. Es muß den örtlichen Stellen überlassen bleiben, schon jetzt Maßnahmen zu erwägen, um die Umstellung der zu räumenden Anstalten auf den Krankenhausbetrieb sicherzustellen.

Da nach meinen vorstehenden Ausführungen die Heil- und Pflegeanstalten in Katastrophenfällen eine wesentliche Reserve für die zusätzliche Beschaffung von Krankenbetten bieten sollen, können sie zur Unterbringung von Obdachlosen in Zukunft nicht mehr in Frage kommen. Weiterhin bitte ich davon abzusehen, schon jetzt die Räumung der Heil- und Pflegeanstalten, die in oder an der Peripherie gefährdeter Städte liegen, zu verlangen, da die Räumung dieser Anstalten meine Bewegungsfreiheit in wirklich eintretenden Katastrophenfällen stark einschränken muß.“»
1) quanti pazienti malati di mente possono ancora essere ospitati nei manicomi (compresi quelli degli enti di carità e privati) del distretto utilizzando al meglio i posti letto esistenti;

2) quanti altri malati di mente possono essere accolti in caso di catastrofe allestendo dei campi di emergenza in:

a) corridoi riscaldabili, sale comuni, ecc.;

b) cappelle dei manicomi

possono essere ospitati in aggiunta. (...)

3) (solo per le zone a rischio aereo): quali sanatori e case di cura devono essere evacuati in caso di catastrofi eccezionali per essere utilizzati come ospedali di soccorso. A tal fine vi chiedo di indicare, per quanto possibile, gli istituti considerati non particolarmente vulnerabili agli attacchi aerei.

In caso di catastrofe, provvederei all'immediato sgombero di questi istituti, in modo da poter trasferire i pazienti sfollati dagli ospedali da evacuare all'istituto alternativo da creare il più rapidamente possibile. Le autorità locali devono prendere in considerazione misure tali da garantire che gli istituti da evacuare possano essere riconvertiti in strutture ospedaliere.

Poiché come detto sopra, i sanatori e le case di cura dovrebbero costituire una riserva essenziale per fornire letti ospedalieri supplementari in caso di catastrofe, non possono più ospitare le persone sfollate in futuro. Inoltre, vi chiedo di astenervi dal richiedere l'evacuazione dei sanatori e delle case di cura situati all'interno o alla periferia delle città a pischio, in quanto l'evacuazione di queste strutture limiterebbe fortemente la mia libertà di movimento in caso di un vero disastro.»
In conformità con la Sezione 2 della Legge sulla protezione dell'aria del Reich del 26 giugno 1935, nei sanatori e nelle case di cura dovevano esserci abbastanza posti letto. Questo obiettivo doveva essere raggiunto sia attraverso l'uso più razionale dei posti letto per le emergenze, sia trasferendo i malati mentali dagli istituti sovraffollati nelle zone meno a rischio; ai singoli sanatori e case di cura fu chiesto in anticipo di elencare i pazienti che potevano essere trasferiti.
Le capacità destinate alle vittime della guerra e agli ospedali di riserva o sostitutivi erano un'opportunità per riprendere l'eutanasia su larga scala: le ragioni presentate alla popolazione nascondevano in realtà l'intenzione di uccidere i malati. A differenza dell'Aktion T4, non esistevano più criteri di selezione differenziati, il che significava che non c'era bisogno di una valutazione fatta dai medici o di liste di uccisioni. Anche la selezione fu lasciata alla discrezione dei centri di distribuzione. Gli unici fattori decisivi per il numero di pazienti da trasferire e quindi da uccidere erano la loro abilità al lavoro e il fabbisogno di posti letto in previsione di un bombardamento aereo. Dietro le parole degli organizzatori sulla messa in sicurezza dei letti d'ospedale si celava la soppressione dei pazienti psichiatrici come nel caso dell'"Aktion Brandt".
All'inizio del 1943 il direttore ministeriale Fritz Cropp fu nominato capo del Dipartimento della sanità del Ministero degli interni del Reich con l'incarico di "ufficiale generale per i danni da guerra aerea" e il compito di provvedere all'assistenza medica per i disastri subiti dalla popolazione civile. Da giugno 1943 riceveva rapporti mensili sulla situazione dei posti letto degli ospedali civili, sul numero di ospedali distrutti dagli attacchi aerei e sul numero dei malati di mente trasferiti a titolo di compensazione.
Un mese prima il suo subalterno Linden aveva chiesto di collocare gli psichiatri che avevano dimostrato il loro valore nell'Aktion T4 in posizioni di comando nei vari sanatori e case di cura, ma poiché queste istituzioni erano gestite dagli Stati federali, la richiesta doveva essere enfatizzata facendo riferimento alle nuove misure che sarebbero state attuate dalla Reichsarbeitsgemeinschaft der Heil- und Pflegeanstalten (un'organizzazione di facciata della Cancelleria del Führer per l'attuazione dell'eutanasia).
In una lettera del 4 aprile 1943 indirizzata all'Amministrazione medica della provincia di Hannover Linden annunciò senza mezzi termini:
Da ciò si può concludere che a questo punto fu presa la decisione di non continuare più l'eutanasia centralizzata nelle camere a gas dei centri di sterminio di Bernburg, Hartheim e Sonnenstein come in precedenza, ma piuttosto delegare il compito ai sanatori e alle case di cura. Tra i più noti centri di accoglienza, e quindi anche di sterminio del nuovo tipo, c'erano l'Am Steinhof di Vienna, l'Eichberg di Eltville am Rhein, l'ospedale psichiatrico di Großschweidnitz, il Centro di sterminio di Hadamar, le strutture del Kalmenhof vicino a Idstein, l'ex abbazia di Irsee vicino a Kaufbeuren, l'ospedale psichiatrico Obrawalde di Międzyrzecz e il Gauheilanstalt Tiegenhof di Gniezno.

## Pratiche di uccisione
Alla fine di giugno del 1943 furono "evacuati" i primi istituti (sanatori, case di cura e case di riposo) della Renania, i pazienti furono distribuiti rapidamente in Westfalia e nelle città di Amburgo e Berlino. Già nel 1940, Paul Nitsche, che aveva operato nell'Aktion T4, aveva sviluppato il cosiddetto "schema Luminal" come metodo per sopprimere i "malati di mente" trasferiti. Una leggera overdose di questo sonnifero avrebbe dovuto uccidere i pazienti senza dare nell'occhio:
Nitsche introdusse questo metodo dopo una riunione con alcuni psichiatri il 17 agosto 1943. I farmaci venivano forniti ai singoli enti dal Reichskriminalpolizeiamt attraverso l'Ufficio centrale T4.
Un altro modo per eliminare i malati di mente era quello di somministrare loro una dieta appositamente studiata (nota come "cibo E" o "cibo per l'eutanasia") che li portava alla morte per fame in un periodo di tempo prevedibile. La malnutrizione fu legalizzata in Baviera con il decreto alimentare contro la fame del 30 novembre 1942. L'organizzazione e l'attuazione soddisfacevano le aspettative dei suoi promotori. Ad esempio, il direttore del sanatorio e della casa di cura di Waldheim, Gerhard Wischer, scrisse a Nitsche il 4 novembre 1943:
Delle 300 malate di Amburgo trasferite al sanatorio e casa di cura Am Steinhof di Vienna il 17 agosto 1943, alla fine del 1945 morirono 257, oltre l'80% delle pazienti.
Così come non erano regolamentati i criteri di selezione e il numero di vittime, era incoraggiata l'iniziativa anche per quanto riguarda il metodo di eliminazione. Nel manicomio austriaco di Maria Gugging il medico locale Emil Gelny sviluppò il modo di uccidere con la corrente elettrica, che si rifaceva alla sedia elettrica. Tra le altre modalità vi furono le iniezioni di aria, la morfina o la scopolamina. In alcuni casi le uccisioni erano delegate al personale infermieristico particolarmente fedele.

## Contabilità e costi
I costi di trasferimento dei pazienti erano posti a carico non dei centri di accoglienza, ma dell'Ufficio centrale T4 della Cancelleria del Führer, in precedenza denominato "Ufficio centrale di liquidazione per i sanatori e le case di cura", con a capo Hans-Joachim Becker. I dettagli furono meticolosamente regolati in un "Foglio di istruzioni per i centri di accoglienza per malati mentali" datato 10 luglio 1944 con il riferimento "B.(Ru.5)".

## Intensificazione delle uccisioni
Nel 1944 il numero di uccisioni aumentò. Con l'avanzare dei bombardamenti alleati, non più limitati agli obiettivi militari ma indirizzati anche contro i quartieri residenziali, non si trattò più solo di fornire i posti letto, ma anche di reperire locali adatti a sostituire le strutture distrutte.
In base alle indagini sulle istituzioni del territorio del Reich condotte a partire dal 1941-1942, anche le case di riposo e gli ospedali furono inclusi nell'Aktion Brandt. Oltre ai sanatori e alle case di cura esistenti, vennero istituiti speciali ospedali alternativi in cui, oltre ai soliti casi di malattia mentale, vennero ospitati i malati fisici, gli handicappati mentali e fisici, sordomuti, ciechi, malati di tubercolosi e beneficiari di assistenza sociale, invalidi del lavoro, lavoratori dell'Est deportati con la forza, rifugiati, civili in stato confusionale dovuto ai bombardamenti e anche soldati gravemente feriti. Il cosiddetto "gruppo improduttivo della società" doveva essere eliminato in modo non appariscente e sistematico. I fondi del Ministero delle finanze del Reich per la costruzione di ospedali di emergenza e temporanei furono girati da Cropp al "commissario del Reich per i sanatori e le case di cura". Quest'ultimo presentò un programma per la "costruzione di alloggi di emergenza e temporanei in strutture a risparmio di legno come parte della misura per liberare i sanatori della Germania occidentale". I sanatori e le case di cura avevano quindi un ospedale di riserva e un ospedale per malati fisici oltre alle istituzioni non mediche. I pazienti presenti venivano trasferiti negli alloggi temporanei, simili alle baracche dei campi di concentramento prima di essere trasportati nei nuovi centri di accoglienza.
Alla fine del 1944 Linden riferì al Ministero delle finanze di aver utilizzato i fondi stanziati per 145 caserme. Allo stesso tempo, richiese di stanziare il doppio dei fondi per il 1945. I prefabbricati non potevano più essere usati a causa della carenza di materiali da costruzione e di manodopera. In previsione di questa eventualità, nell'estate del 1944 Linden aveva già ordinato l'installazione negli istituti di letti a castello aggiuntivi muniti di pagliericci. Alla fine in alcuni istituti furono costruiti forni crematori, ad esempio nel sanatorio e nella casa di cura di Kaufbeuren-Irsee, o nel sanatorio e nella casa di cura statale di Pfafferode, poiché non c'era più abbastanza posto nei cimiteri locali.

## Numero di vittime

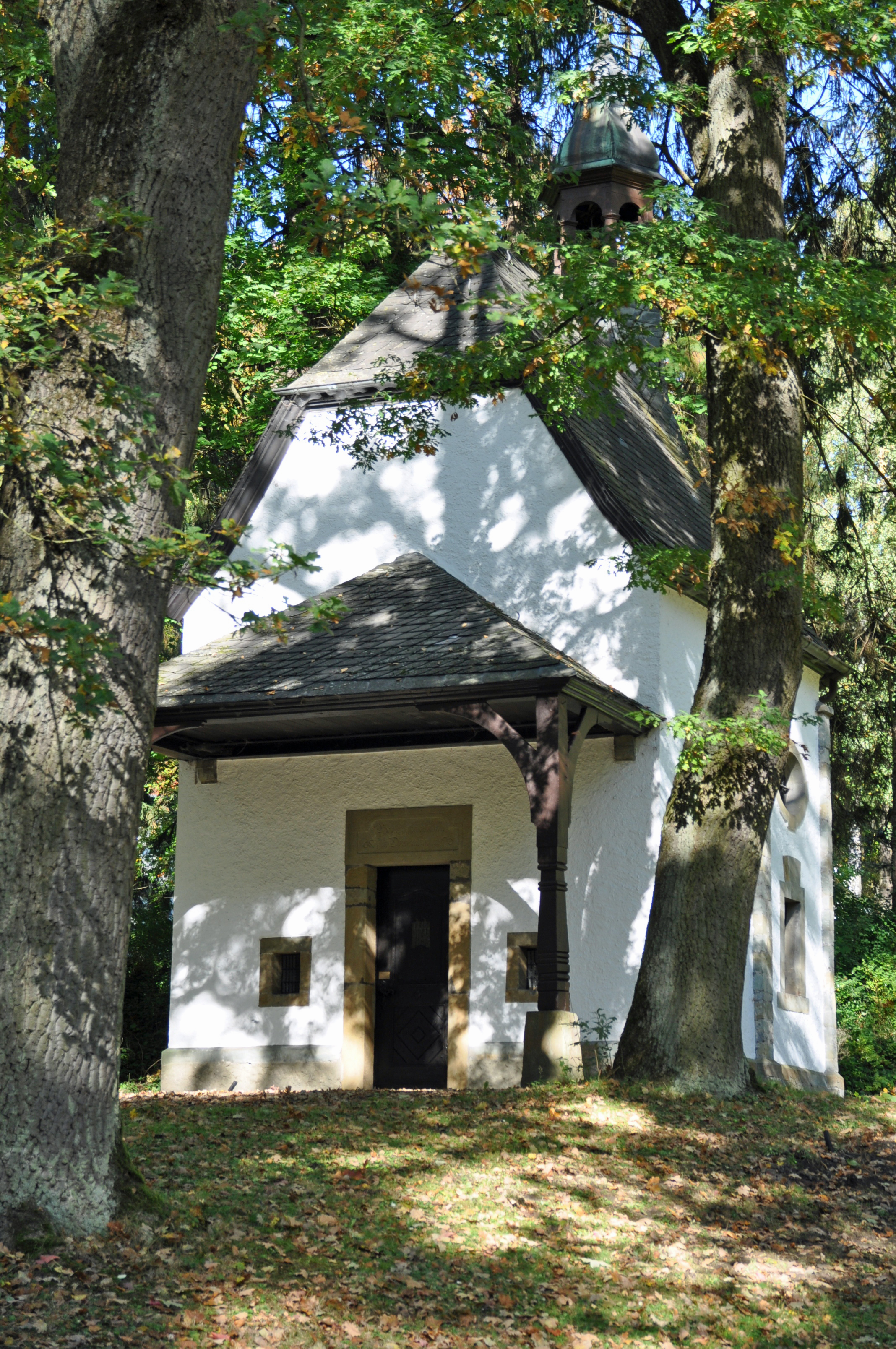
La cappella di Treise, presso la clinica di Warstein, è diventata un memoriale delle vittime dell'eutanasia nel 1985 ed è stata ampliata con i nomi delle vittime nel 2012.

Come per l'Aktion 14f13, il numero delle vittime dell'Aktion Brandt non può essere determinato con precisione, poiché molte delle uccisioni non erano state registrate come tali. A differenza dell'Aktion T4, non sono stati conservati documenti statistici: si stima che le vittime siano state almeno 30.000, tra cui Ernst Lossa, Marianne Schönfelder, Walburga Kessler ed Erna Kronshage.

## Classificazione dello sterminio nell'ideologia nazionalsocialista
L'Aktion Brandt rappresentò la conseguenza e allo stesso tempo l'intensificazione della visione nazionalsocialista di base secondo cui la distruzione della "vita indegna di essere vissuta" serviva ai "sani". Le esigenze della guerra vi fecero includere non solo i malati incurabili o quelli con malattie ereditarie, ma più in generale tutte le persone considerate improduttive o comunque indesiderabili: come nel caso dell'Aktion 14f13, non veniva fornita alcuna giustificazione per la loro uccisione. Il fabbisogno di posti letto servì semplicemente come un motivo in più per un'ulteriore radicalizzazione dell'ideologia nazista, che si basava su una logica interna e che iniziò con la sterilizzazione forzata mietendo milioni di vittime con la soppressione dei malati e l'Olocausto.
Oltre all'ideologia nazionalsocialista dello sterminio, questa prassi "rispondeva" anche alle esigenze di familiari e parenti, "risolvendo" problemi quotidiani dovuti ai malati. L'ambiente sociale influiva molto sulla scelta delle persone da ricoverare negli istituti psichiatrici: a volte neanche il medico di base non ve ne ravvisava motivo.